# The New Goodies LP
The New Goodies LP è il secondo album dei The Goodies pubblicato nel 1975.

## Tracce
1. The Goodies Theme
2. Please Let Us Play
3. Custard Pie
4. Criklewood
5. Good Ole Country Music
6. Baby Samba
7. Rock With a Policeman
8. The Criklewood Shakedown
9. Nappy Love
10. I'm a Teapot
11. Working the Line
12. The Funky Gibbon
13. Wild Thing